# Microsoft Dynamics NAV
Microsoft Dynamics NAV — интегрированная система управления предприятием (англ. Integrated Business Management Solution) для среднего и малого бизнеса, поставляемая компанией Microsoft в линейке продуктов Microsoft Dynamics, объединяющих бизнес-решения ERP (англ. Enterprise Resource Planning, Планирование ресурсов предприятия)  и CRM (англ. Customer Relationship Management, Система управления взаимоотношениями с клиентами).
Система разработана для управления финансами, производством, взаимоотношениями с клиентами, цепочками поставок, ведения аналитики и электронной торговли. Модификации в систему можно вносить с помощью встроенного языка программирования C/AL. 
Microsoft Dynamics NAV — разработка датской компании Navision Software A/S, летом 2002 года купленной компанией Microsoft.

## История
В 1984 студенты Датского технического университета Йеспер Балсер, Питер Банг и Торбен Винд начали работу над решением для ведения бухгалтерской отчётности PC Plus. Программа позволяла управлять финансами, складом, расчетами с клиентами и поставщиками. Продукт обрел популярность в Дании и Норвегии, и по сегодняшний день используется для ведения малого бизнеса.
Идея PC Plus была развита в первой программе для планирования ресурсов предприятия (ERP), которая использовала клиент-серверную технологию – Navision (Navigator). Её текстовая версия была выпущена в 1987 году. Система предназначалась для использования на персональных компьютерах, объединённых в сеть. 
Navision позволял управлять базами данных финансов, покупателей/поставщиков и продуктов, а также оформлением счетов.
В 1990–1991 гг. была выпущена версия Navision 3.0. Программа вышла на рынках Норвегии, Германии и Испании. Одним из главных изменений стала возможность вносить изменения в программное обеспечение, благодаря внедрению программного языка.
В 1995 году вышла первая графическая версия системы для Windows – Navision 1.10 для Windows 95. Она была выпущена под названием Financials и стала первой программой для планирования ресурсов, сертифицированной Microsoft. 

Версия 1999 года также добавила возможность использовать базы данных Microsoft SQL вместо оригинальной базы данных.
В начале 2000-х произошло слияние Navision Software и Damgaard и создание компании Navision a/s. 
А весной 2001 года вышла версия Navision 2.60 с порталом User Portal и Navision 2.65 с порталами Commerce Gateway и Commerce Portal. Эти версии добавили систему управления взаимоотношениями с клиентами (CRM), что дало пользователям возможность контролировать клиентскую сторону бизнеса, включая продажи и услуги.
В 2002 году корпорация Microsoft приобрела компанию Navision a/s и выпустила Microsoft Business Solutions – Navision 3.60 – первую версию, разработанную в новом подразделении Microsoft Business Solutions. Последующая версия Navision 4.0 получила пользовательский интерфейс, структура которого напоминала меню Microsoft Outlook.
Релиз Microsoft Dynamics NAV 2009 года включил возможность настройки под клиента, где функциональность каждого десктопа адаптирована к роли работника в компании. Также была углублена интеграция NAV с пакетом приложений Office.

## Технология

Интерфейс программы

Система является трёхзвенным клиент-серверным приложением, состоящим из системы управления базами данных, сервера приложения, а также пользователей, подключающихся с помощью Windows или веб-интерфейса.
В качестве системы управления базой данных используется Microsoft SQL Server. Аналитические службы и службы отчётности SQL Server используются для анализа и обработки операционных данных.
Адаптируемость Microsoft Dynamics NAV обеспечивается объектно-ориентированной средой разработки C/SIDE (Client/Server Integrated Development Environment). C/SIDE имеет открытый исходный код, позволяющий свободно изменять код приложения: дорабатывать стандартную функциональность, создавать индивидуальную отчётность и т. д.
Microsoft Dynamics NAV архитектурно взаимоувязан с настольными, инфраструктурными и серверными решениями Microsoft Office и Office 365, Microsoft SQL Server, Microsoft SQL Server Reporting и Analysis Services, Microsoft Office Sharepoint Server и др.
Microsoft Dynamics NAV Developer's Toolkit полностью поддерживает структуру объектов Microsoft Dynamics NAV и позволяет разработчикам анализировать существующий C/AL-код и архитектуру приложения. Поставляется инструментарий обновления версий, с помощью которого можно сравнить версию у заказчика со стандартной, а затем перенести функциональность, разработанную для клиента, в новую версию Microsoft Dynamics NAV.

## Функции
В основу Microsoft Dynamics NAV заложены инструменты бухгалтерского учёта и анализа, управления финансами и товарно-материальными потоками. Кроме того, система позволяет организовать кадровый, складской и производственный учёт, а также расчет заработной платы. При этом в ней реализованы методы ведения финансового и налогового учёта, специфические для российского законодательства.

### Управление финансами
Финансовый контур является ядром системы и позволяет анализировать слабые и сильные стороны предприятия, оперативно принимая управленческие решения.
Финансовый контур Microsoft Dynamics NAV интегрирован с функциональностью управления складом и производством, а также с блоками расчетов с клиентами и поставщиками, учёта основных средств, заработной платы.
Microsoft Dynamics NAV поддерживает различные модели учёта по международным и российским стандартам, возможность ведения многовалютного учёта и составления иерархического плана счетов. Система используется для бюджетирования и финансового планирования, контроля исполнения бюджетов и управления движением денежных средств и банковскими счетами. Также её функции позволяют вести мультифирменный учёт, проводить консолидацию и полный аудит операций.
Для формирования финансовых отчётов был создан механизм с поддержкой отчётности в формате XBRL.
Система содержит функции для управления расчетами с клиентами и поставщиками. Они включают инструменты обработки заказов и счетов, управления ценами и скидками, контроля дебиторской и кредиторской задолженности. У пользователей есть возможность рассчитывать сроки поставок, обрабатывать возвраты и указывать альтернативные адреса поставок. Также системой предусмотрены механизмы обработки частичных оплат, отмены оплат по счетам и анализа просроченной задолженности.
Инструментарий системы соответствует правилам бухгалтерского и налогового учёта РФ. Все участки бухгалтерии автоматизированы. Пользователи имеют доступ к готовой базе данных и набору унифицированных форм бухгалтерской и налоговой отчётности. С помощью механизма регламентной отчётности можно выгружать данные из регламентных отчётов Microsoft Dynamics NAV в шаблоны файлов Excel.

### Управление дистрибуцией
Microsoft Dynamics NAV реализует комплексный подход к управлению цепочками поставок: в решение интегрированы дистрибьюторский и производственный контуры, системы автоматизированного сбора данных, ценообразования и электронной коммерции. Microsoft Dynamics NAV дает возможность вести управление запасами и складами.
Контроль запасов обеспечивают инструменты управления товарооборотом, учёта по партиям и серийным номерам, поиска товаров-заменителей. Система позволяет отслеживать такие складские операции, как перемещение, подбор, отгрузка, приём, резервирование и т. д. Потоварный учёт себестоимости может осуществляться по методам FIFO и LIFO, средней, стандартной и по серийным номерам.
Для управления складами в системе разработан механизм управления инфраструктурой, оптимизации складского пространства и контроля загрузки на уровне ячеек. Система сбора данных автоматизирована при помощи терминалов сбора данных.

### Управление взаимоотношениями с клиентами
Microsoft Dynamics NAV имеет механизмы для систематизации контактов и истории клиентов. В их число входит ведение базы контрагентов, сегментирование контактов и управление ими. В системе хранится история документооборота и протоколы взаимодействий. 
Также разработаны инструменты управления продажами (профилирование, коммерческие предложения, календари, анализ задач) и маркетингом (списки рассылки, маркетинговые кампании, интеграция с Microsoft Office System). Пользователи могут управлять сервисным обслуживанием, контролируя ресурсы, планы-графики работ и сервисные контракты.

### Управление производством
Важной характеристикой системы является поддержка разных политик производства (под заказ, на склад, смешанное производство). Инструменты контроля производственных мощностей дают возможность вести работу с учётом и без учёта ограничений, а также перераспределять задания между рабочими центрами.
Расчет себестоимости произведенной продукции производится дифференцированно. Также пользователь может проводить операции и учёт себестоимости подряда, планирование поставок и прогнозирование спроса.

### Управление проектами
Система Microsoft Dynamics NAV позволяет составлять планы и бюджеты для проектов разных типов: фиксированный бюджет, инвестиционные, фактические затраты. Функционал создает условия для детального планирования задач и ресурсов с возможностью регистрации времени и затрат по задачам и проектам.

### Управление персоналом
Для управления кадровыми ресурсами в системе функционирует поддержка сменных календарей, штатного расписания, и табеля учёта рабочего времени. Инструменты Microsoft Dynamics NAV позволяют регистрировать сведения о сотрудниках, создавать отчёты о персональной информации и фиксировать кадровые перемещения.
В системе производится автоматизированный расчет заработной платы и межрасчётных выплат. Для формирования аналитических отчётов разработан гибкий механизм, настраиваемый пользователем. Инструменты интегрируются с модулем "Электронная отчётность" для формирования обязательной отчётности в Пенсионный фонд, Фонд социального страхования, налоговые органы.

## Особенности
У Microsoft Dynamics NAV есть 42 локальных версии с поддержкой языка и законодательных требований (в том числе версия для России), система продается в 150 странах мира.
В системе действуют сквозные процессы. Таким образом, каждая операция обновляет всю связанную с ней информацию во всех модулях. Такая функциональность позволяет вести всестороннюю аналитическую обработку данных, визуализировать KPI.
Систему можно развернуть автономно, на собственном серверном оборудовании, либо в облаке Windows Azure (IaaS).
Исходный код бизнес-логики открыт, её возможно расширить с помощью встроенных в систему средств разработки C/SIDE или с помощью инструментов Visual Studio.